# Supertungvikt i fristil i brottning vid olympiska sommarspelen 1996
Herrarnas brottningsturnering i fristil i viktklassen supertungvikt vid olympiska sommarspelen 1996 avgjordes i Atlanta i Georgia World Congress Center. 

## Medaljörer
| Klass         | Guld                   | Silver                         | Brons                   |
| Supertungvikt | Mahmut Demir · Turkiet | Aleksei Medvedev · Vitryssland | Bruce Baumgartner · USA |

## Resultat
Guld- och silvermedaljörerna korades genom en klassisk turnering där vinnaren i finalen erhöll guld, och förloraren silver. Förlorarna från omgång ett fram till semifinalen fick återkvala och vinnaren fick till slut brons.
- TO — Vinst genom fall
- PA — Vinst genom att motståndaren skadats

### Huvudtabell

#### Runda 1
| Brottare 1              | Poäng  | Brottare 2                 |
| ----------------------- | ------ | -------------------------- |
| Amarjit Singh (GBR)     | 2 - 6  | Ebrahim Mehraban (IRI)     |
| Zsolt Gombos (HUN)      | 7 - 0  | Neal Kranz (GUM)           |
| Bruce Baumgartner (USA) | 10 - 0 | Andy Borodow (CAN)         |
| Igor Klimov (KAZ)       | 1 - 4  | Andrey Shumilin (RUS)      |
| Zaza Turmanidze (GEO)   | TO     | Mick Pikos (AUS)           |
| Aleksei Medvedev (BLR)  | 7 - 1  | Petros Bourdoulis (GRE)    |
| Alfredo Far (PAN)       | 0 - 11 | Feng Aigang (CHN)          |
| Sven Thiele (GER)       | 1 - 0  | Aleksandr Kovalevsky (KGZ) |
| Merabi Valiyev (UKR)    | 1 - 1  | Mahmut Demir (TUR)         |

#### Åttondelsfinaler
| Brottare 1              | Poäng | Brottare 2             |
| ----------------------- | ----- | ---------------------- |
| Ebrahim Mehraban (IRI)  | 0 - 3 | Zsolt Gombos (HUN)     |
| Bruce Baumgartner (USA) | 1 - 6 | Andrey Shumilin (RUS)  |
| Zaza Turmanidze (GEO)   | 1 - 3 | Aleksei Medvedev (BLR) |
| Feng Aigang (CHN)       | 1 - 1 | Sven Thiele (GER)      |
| Mahmut Demir (TUR)      |       | Bye                    |

#### Kvartsfinaler
| Brottare 1             | Poäng | Brottare 2         |
| ---------------------- | ----- | ------------------ |
| Mahmut Demir (TUR)     | 4 - 0 | Zsolt Gombos (HUN) |
| Andrey Shumilin (RUS)  |       | Bye                |
| Aleksei Medvedev (BLR) |       | Bye                |
| Sven Thiele (GER)      |       | Bye                |

#### Semifinaler
| Brottare 1             | Poäng | Brottare 2            |
| ---------------------- | ----- | --------------------- |
| Mahmut Demir (TUR)     | 1 - 0 | Andrey Shumilin (RUS) |
| Aleksei Medvedev (BLR) | 0 - 0 | Sven Thiele (GER)     |

#### Final
| Brottare 1         | Poäng | Brottare 2             |
| ------------------ | ----- | ---------------------- |
| Mahmut Demir (TUR) | 3 - 0 | Aleksei Medvedev (BLR) |

### Återkval

#### Omgång 2
| Brottare 1           | Poäng | Brottare 2                 |
| -------------------- | ----- | -------------------------- |
| Amarjit Singh (GBR)  | 3 - 0 | Neal Kranz (GUM)           |
| Andy Borodow (CAN)   | 5 - 3 | Igor Klimov (KAZ)          |
| Mick Pikos (AUS)     | TO    | Petros Bourdoulis (GRE)    |
| Alfredo Far (PAN)    | TO    | Aleksandr Kovalevsky (KGZ) |
| Merabi Valiyev (UKR) |       | Bye                        |

#### Omgång 3
| Brottare 1                 | Poäng  | Brottare 2              |
| -------------------------- | ------ | ----------------------- |
| Merabi Valiyev (UKR)       | 4 - 0  | Amarjit Singh (GBR)     |
| Andy Borodow (CAN)         | 0 - 1  | Petros Bourdoulis (GRE) |
| Aleksandr Kovalevsky (KGZ) | 3 - 2  | Ebrahim Mehraban (IRI)  |
| Bruce Baumgartner (USA)    | 14 - 2 | Zaza Turmanidze (GEO)   |
| Feng Aigang (CHN)          |        | Bye                     |

#### Omgång 4
| Brottare 1              | Poäng  | Brottare 2                 |
| ----------------------- | ------ | -------------------------- |
| Feng Aigang (CHN)       | 1 - 3  | Merabi Valiyev (UKR)       |
| Petros Bourdoulis (GRE) | 1 - 7  | Aleksandr Kovalevsky (KGZ) |
| Bruce Baumgartner (USA) | 11 - 0 | Zsolt Gombos (HUN)         |

#### Omgång 5
| Brottare 1              | Poäng | Brottare 2                 |
| ----------------------- | ----- | -------------------------- |
| Merabi Valiyev (UKR)    | 1 - 3 | Aleksandr Kovalevsky (KGZ) |
| Bruce Baumgartner (USA) |       | Bye                        |

#### Omgång 6
| Brottare 1              | Poäng | Brottare 2                 |
| ----------------------- | ----- | -------------------------- |
| Andrey Shumilin (RUS)   | TO    | Aleksandr Kovalevsky (KGZ) |
| Bruce Baumgartner (USA) | 3 - 0 | Sven Thiele (GER)          |

#### Bronsmatch
| Brottare 1            | Poäng | Brottare 2              |
| --------------------- | ----- | ----------------------- |
| Andrey Shumilin (RUS) | 1 - 1 | Bruce Baumgartner (USA) |